# Doňov
Doňov é uma comuna checa localizada na região da Boêmia do Sul, distrito de Jindřichův Hradec.